# Jack Michael Morillo
Jack Michael Morillo (Nagua, 24 de octubre de 1986) es un futbolista dominicano, que juega como delantero extremo o mediocampista ofensivo.

## Trayectoria
- Club Deportivo Pantoja  2010-2014
- Delfines del Este FC  2015